# Peter Beardsley
Peter Andrew Beardsley MBE (18 de gener de 1961) és un exfutbolista anglès de la dècada de 1990.
Fou 59 cops internacional amb la selecció d'Anglaterra amb la qual participà en la Copa del Món de futbol de 1986 i 1990.
Defensà els colors de Newcastle United FC, Liverpool FC i Everton FC com a principals clubs, jugant també a Carlisle United, Manchester United FC, Vancouver Whitecaps, Bolton Wanderers FC, Manchester City FC, Fulham FC, Hartlepool United i Melbourne Knights.

## Palmarès
Liverpool
- Football League First Division (Level 1): 1987-88, 1989-90
- FA Cup: 1989
- FA Charity Shield: 1988, 1989, 1990 (compartit)